# Tropicana

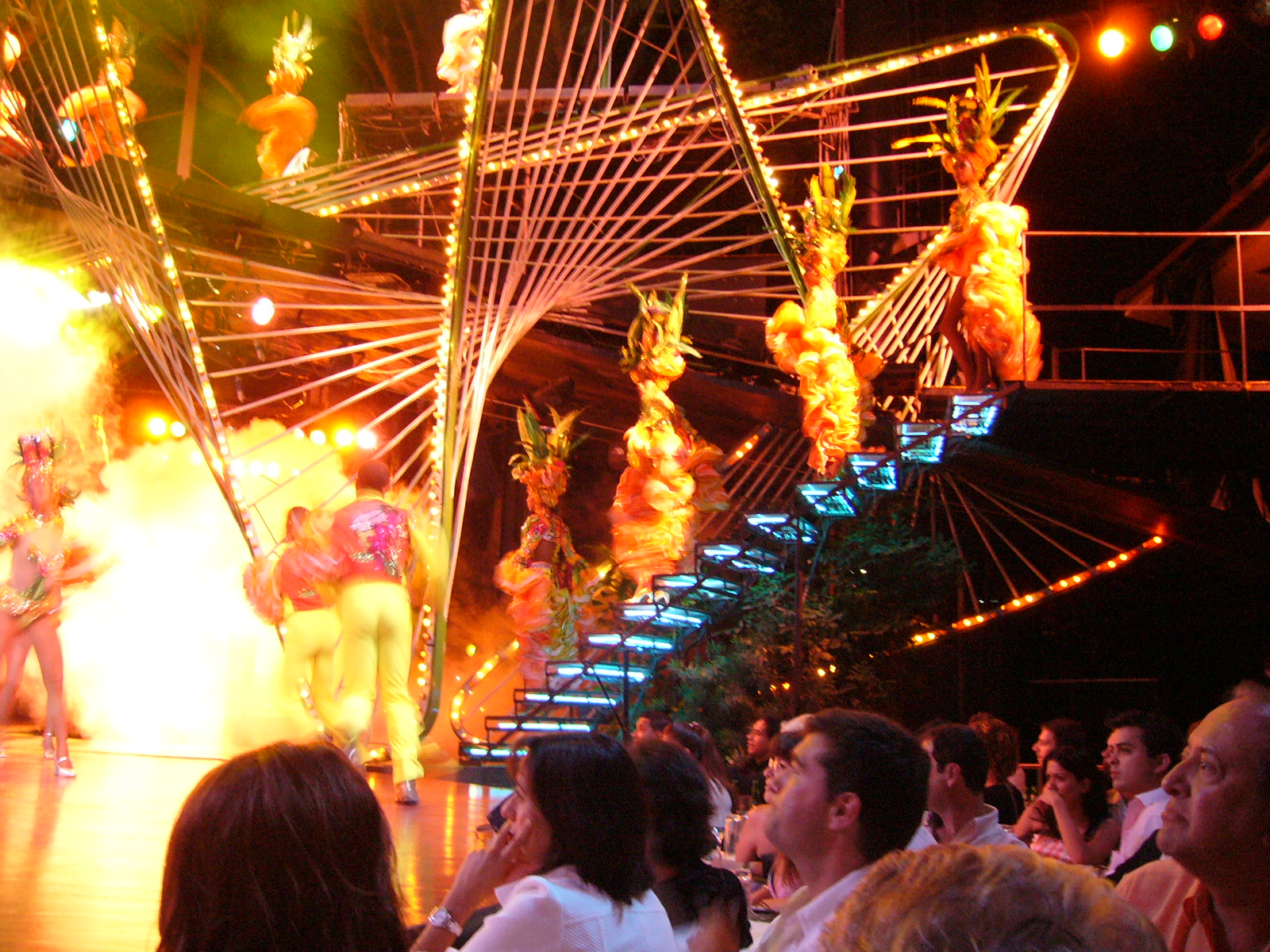
Bailarinas en el escenario de El Tropicana.

Tropicana es un famoso cabaré cubano creado en 1939, en La Habana, en la zona de Marianao, concretamente en el municipio Playa. Es conocido como "un paraíso bajo las estrellas", pues fue construido al aire libre en una zona boscosa aprovechando el fresco de los árboles, convirtiéndose en un cabaré completamente diferente a los tradicionales. Fue su autor Max Borges y Recio. Fue su promotor Víctor de Correa. Martin Fox fue su renovador y gestionó la nueva era del cabaré. Fox contrató en 1952 a Roderico Neyra, "Rodney", que empezó trabajando como coreógrafo.
Durante la época republicana estuvo caracterizado por el juego, las bebidas y las mujeres casi desnudas y a él asistían los políticos, mafiosos, artistas de Hollywood y marineros estadounidenses. 
Se nutrió del ballet, del circo, del carnaval, de los boleros, del cha cha chá para lograr su creativo espectáculo artístico, cuya fama ha recorrido el mundo. En sus escenarios han actuado incontables estrellas cubanas al igual que otras internacionales. Está matizado por el folclore cubano, por su colorido, variedad de ritmos, la belleza y gracia de sus bailarinas y la calidad de sus artistas.
El director musical del Show es Chuchito Valdés, el hijo de Chucho Valdés.

## Algunos artistas que actuaron en El Tropicana

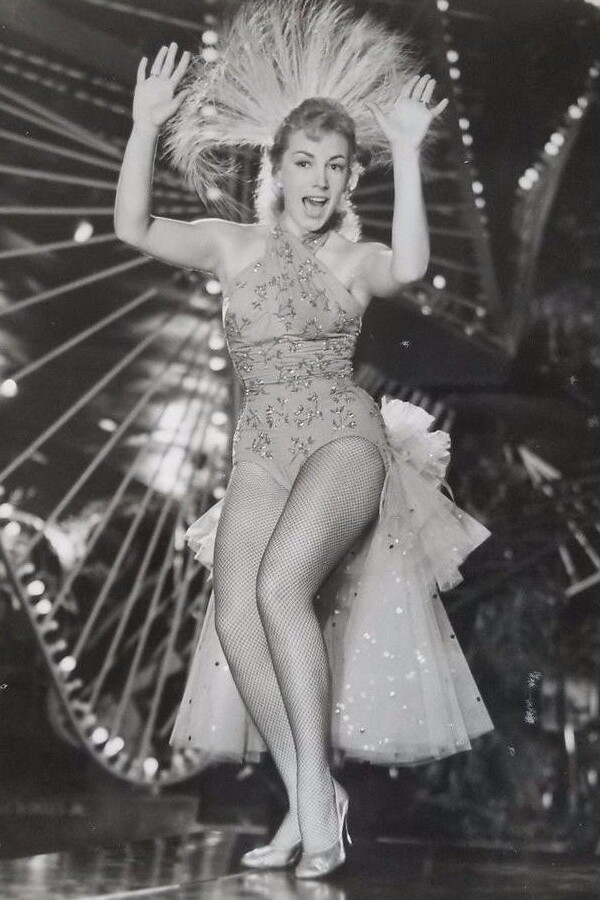
Actriz y cantante mexicana Evangelina Elizondo durante una presentación en el cabaré, c. 1950s.

- Amalia Aguilar
- Evangelina Elizondo
- Joséphine Baker
- Bola de Nieve
- Elena Burke
- Cheo Feliciano
- Nat King Cole
- Libertad Lamarque
- Rita Montaner
- Senén Suárez
- Gaby, Fofó y Miliki
- Celia Cruz
- Omara Portuondo
- Frank Sinatra
- Niurka Marcos
- Myrta Silva